# Port morski Krynica Morska
Port morski Krynica Morska – port morski nad Zalewem Wiślanym w północnej Polsce, w południowej części Mierzei Wiślanej, położony w woj. pomorskim, w powiecie nowodworskim, w Krynicy Morskiej. 
Port składa się z dwóch niezależnych przystani, tj. rybackiej i jachtowo-pasażerskiej. Stanowi bazę dla floty żeglarskiej oraz białej floty.

## Infrastruktura
Ruchem statków kieruje Bosmanat Portu Krynica Morska. Pierwotnie granice portu w Krynicy Morskiej zostały określone w 1957 roku przez Ministra Żeglugi, kiedy miejscowość nazywała się Łysica. Obecne granice reguluje rozporządzenie Ministra Infrastruktury z 2022 roku. Infrastrukturą portową administruje Urząd Morski w Gdyni.

### Przystań jachtowo-pasażerska
| Pirs/nabrzeże                      | Długość [m] |
| ---------------------------------- | ----------- |
| pirs 1                             | 80          |
| pirs 2                             | 60          |
| pirs 3                             | 90          |
| nabrzeże Północne                  | 114         |
| pirs Pasażerski/nabrzeże Wschodnie | 95          |
| nabrzeże Zachodnie                 | 95          |
| stare nabrzeże Jachtowe            | 155         |

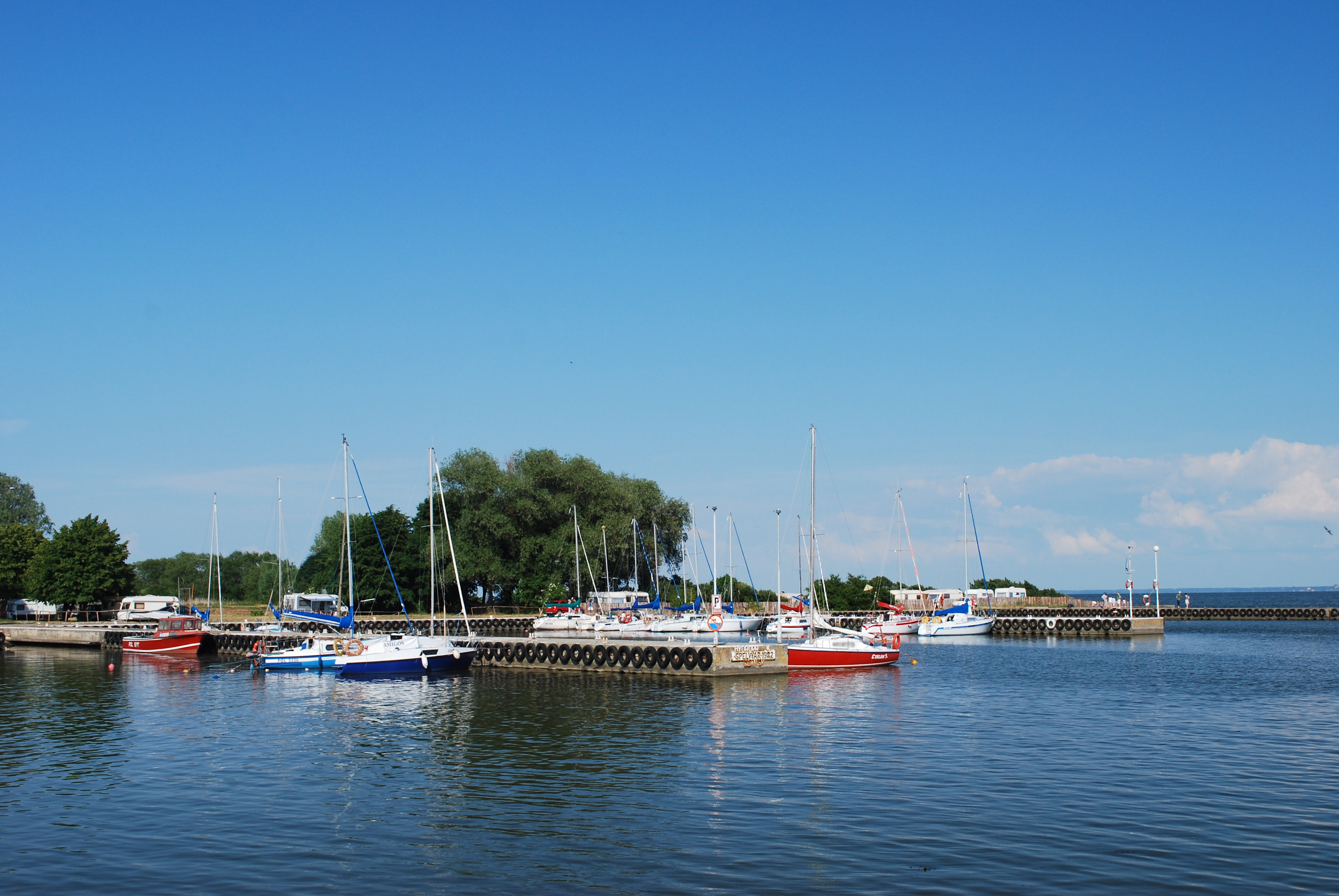
Marina

Wschodnią część portu stanowi przystań jachtowo-pasażerska podzielona pirsem Pasażerskim, do którego dobijają jednostki pasażerskie białej floty, statki typu kontroler i okazjonalnie pchacze. Wschodni basen przystani stanowi nieczynne nabrzeże Jachtowe. Po wschodniej stronie pirsu Pasażerskiego znajdują się trzy baseny przedzielone pirsami, których część jest przeznaczona dla stałych rezydentów JachtKlubu Krynica Morska i jednostek profesjonalnych. Przy pirsie 1 cumuje motorówka policyjna, kuter i jednostki korzystające ze slipu. Przy pirsie 2 cumują jachty rezydenckie do charakterystycznych pomarańczowych boi. Reszta miejsc należy do gościnnych jachtów. W latach 2017–2018 kosztem 5 mln zł przystań zostanie rozbudowana: powstanie zaplecze sanitarne i socjalne, dźwig do wodowania jachtów oraz nowe pomosty, dzięki którym liczba miejsc do cumowania wzrośnie do 100.
Do przystani pasażersko-jachtowej należy podpływać od stawy „Elbląg”, a następnie w nabieżniku świetlnym „Krynica Morska” przez oznakowany tor wodny o głębokości technicznej 2,0 m, szerokości w dnie 40 m i długości 1,65 km do prawej główki wejściowej.

### Przystań rybacka
Zachodni basen portowy znajduje się przy ul. Bosmańskiej ok. 0,5 km na południowy zachód od przystani jachtowo-pasażerskiej. Przystań rybacka jest dostępna zarówno dla rybaków jak i dla jachtów i stanowi ją prostokątny basen portowy bez falochronów z betonowymi nabrzeżami o długościach 100 i 110 m. Szerokość Basenu Portowego wynosi ok. 20 m.
Podejście do Basenu Rybackiego prowadzi od pławy „TOL” przez oznakowany i pogłębiony tor wodny o głębokości technicznej 1,5 m, szerokości w dnie 35 m i długości 1,05 km do prawej główki wejściowej.
Miejscowe statki rybackie pływają z sygnaturą KRM na burcie.